# Predole (Słowenia)
Predole – wieś w Słowenii, w gminie Grosuplje. 1 stycznia 2017 liczyła 82 mieszkańców.